# Potencia motriz
En termodinámica, fuerza motriz o potencia motriz, es un agente natural, como el agua o el vapor, el viento o la electricidad, que se utiliza para impartir movimiento a las máquinas, como un motor. Potencia motriz puede ser también una locomotora o un motor, el cual proporciona potencia motriz a un sistema. Fuerza motriz puede considerarse como sinónimo de "trabajo", es decir, distancia de tiempo de la fuerza, o "poder".

## Historia
En 1679, el físico Denis Papin concibió la idea de utilizar vapor para alimentar un motor de pistón y motor de cilindro, al observar una válvula de liberación de vapor de un hueso-digestor moverse rítmicamente hacia arriba y abajo. En 1698, con base en los diseños de Papin, diseñador mecánico, Thomas Savery construyó el primer motor. El primer tratado científico sobre la energía de motores fue el libro de 1824:  Reflexiones sobre la potencia motriz del fuego escrito por el físico francés Sadi Carnot.
Como ejemplo, la máquina de Newcomen de 1711 era capaz de sustituir a un equipo de 500 caballos que habían "alimentado" una rueda para bombear el agua de una mina, es decir, a "mover" cubos de agua verticalmente fuera de una mina. Por lo tanto, tenemos el modelo precursor de la expresión potencia motriz. Basado en este modelo, en 1832, Carnot define el trabajo como: "peso levantado a través de una altura", siendo la misma definición que se utiliza en la actualidad.

## Definición de 1824
Carnot declaraba en las notas de pie de página de su famosa publicación de 1824 "Nosotros usamos aquí la expresión de potencia motriz para expresar el efecto útil que un motor es capaz de producir. Este efecto puede ser comparada a la elevación de un peso a una cierta altura. Tiene, como sabemos, como una medida, el producto del peso multiplicado por la altura a la que es elevado".
De esta manera, Carnot se refería en realidad a "potencia motriz" de la misma manera que actualmente definimos "trabajo". Si tuviéramos que incluir una unidad de tiempo en la definición de Carnot, tendríamos entonces la definición moderna de la potencia:
{\displaystyle P={\frac {W}{t}}={\frac {(mg)h}{t}}\ }
Por lo tanto la definición de Carnot de la fuerza motriz no es coherente con la definición de la física moderna de "potencia", ni el uso moderno del término.

## Definición de 1834
En 1834, el ingeniero de minas, el francés Émile Clapeyron se refiere a la fuerza motriz de Carnot como "acción mecánica". A modo de ejemplo, durante el golpe de expansión de un motor de pistón, afirma que: "el gas ha desarrollado una cantidad de acción mecánica durante su expansión dada por la integral del producto de la presión del diferencial del volumen." Clapeyron luego pasa a utilizar métodos gráficos para mostrar cómo, se podría calcular esta "acción mecánica", es decir, el trabajo en términos modernos. 